# ZU-23-2
ZU-23-2（ロシア語: ЗУ-23-2）もしくはZU-23は、第二次世界大戦後にソビエト連邦が開発した低空防空用の牽引式対空機関砲である。形式名のЗУは、対空砲架を意味するロシア語「Зенитная Установка」の頭文字であり、英字転写するとZUとなる。GRAUインデックスでは2A13。

## 概要
ZU-23-2は、口径14.5mmのZPU-1/2/4の後継として1950年代後半から開発が始まり、1960年に制式採用された。
ZU-23-2は、ガス圧作動方式の2門の23mm口径2A14機関砲をZPU-2後期型の二輪と三脚を備えた砲架に搭載している。牽引状態から車輪を折りたたんで接地させて射撃準備を整えるのに30秒かかるが、緊急時には牽引姿勢のままでも射撃は可能である。
照準は手動で行うが、改良型では電動旋回機構が搭載されている。ZAP-23光学機械式照準器に目標情報を入力することでより正確な対空射撃を行うことが可能であるほか、地上の歩兵や軽装甲車両を攻撃するためのT-3対地射撃用照準器も有している。
ソ連において約140,000基が生産されたほか、ライセンス生産がブルガリア、ポーランド、エジプト、中華人民共和国で行われている。
ZU-23-2を牽引するために用いられる車両は多数あるが、ソ連・ロシアにおいてはGAZ-66四輪駆動トラックとGAZ-69四輪駆動車が特によく見られる組み合わせである。
この対空機関砲の成功が、後の自走対空砲ZSU-23-4シルカの開発につながった。

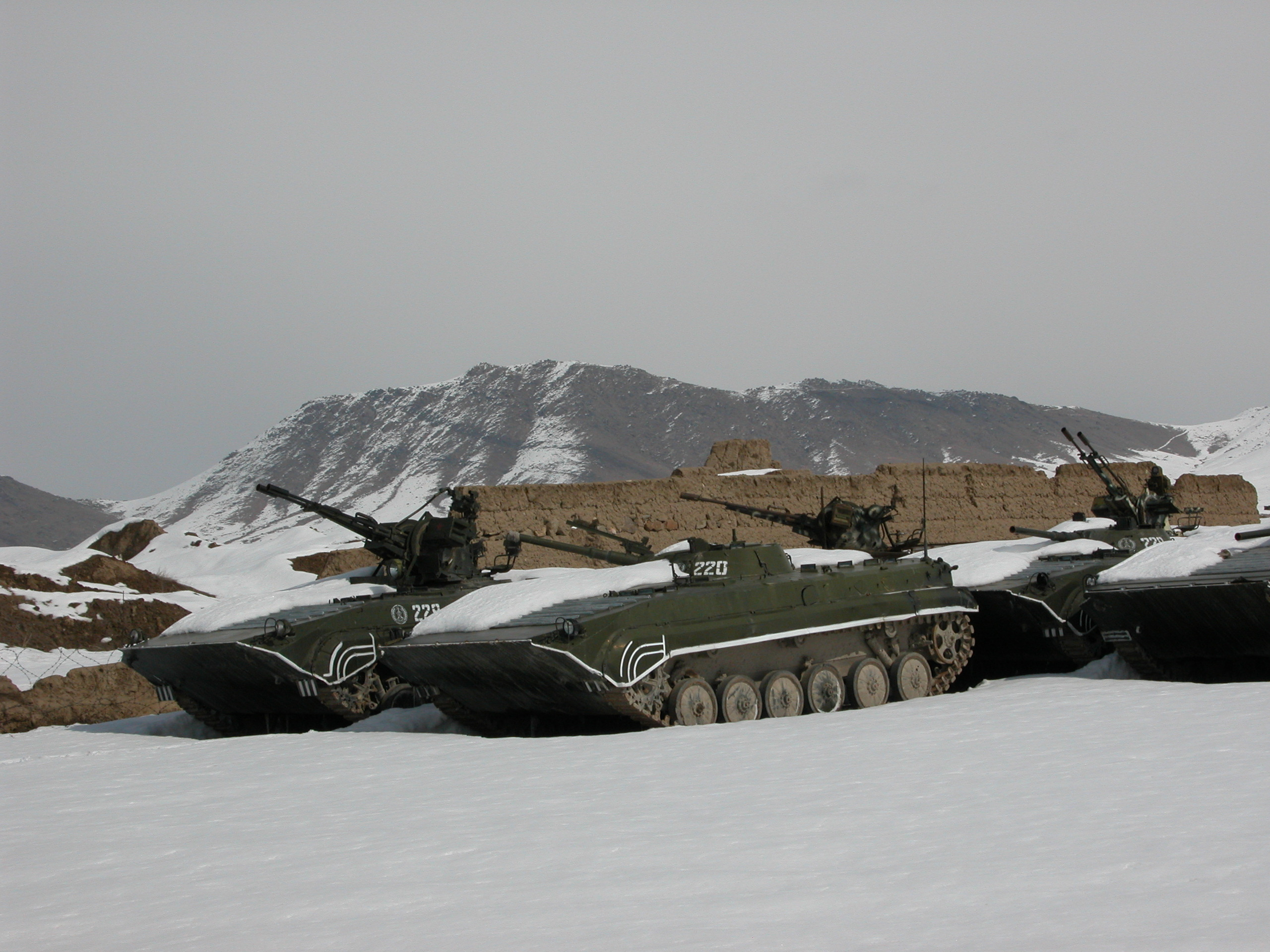
アフガニスタンに放棄されたBMP-1
奥の車両は、砲塔を取り外した部分にZU-23-2を取り付けている

ソ連のアフガニスタン侵攻においてソビエト連邦軍は、ZU-23-2をZIL-131やウラル-4320といったトラックの荷台に積載してガントラックを仕立てあげ、ZSU-23-4シルカと共に基地の警備や輸送車列の護衛に使用した。高仰角と高連射速度を活かして山や切り立った崖の上から攻撃を仕掛けてくるムジャーヒディーンに即座に弾幕射撃を浴びせることが可能であったため、ムジャーヒディーンにとっては恐るべき兵器の一つとなった。
これらアフガニスタンにソ連軍が持ち込んだZU-23-2は、残置したままソ連軍が撤退した後にムジャーヒディーンによって回収され、今度はアフガニスタン側によってソ連軍の航空攻撃への対抗手段として使用された。アフガニスタン紛争においても、ターリバーン勢力と北部同盟の双方が、9K32 ストレラ2やFIM-92 スティンガーといった対空ミサイルとあわせて防空手段として使用した。
ロシア連邦軍では旧式化に伴い対空ミサイルや自走式対空砲に更新されていったが、軽量であることから現在でも空挺軍などで使用されている。また、複雑な対空システムより安価で扱いやすく、耐久性が高いという特徴から旧共産圏を中心に多数の国で使用され続けている。正規軍のみならず重火器が不足しがちな武装勢力ですら軽車両で牽引したり、後述のテクニカルとして保有している例が見られ、彼らにとって貴重な対空兵器、火力支援兵器となっている。

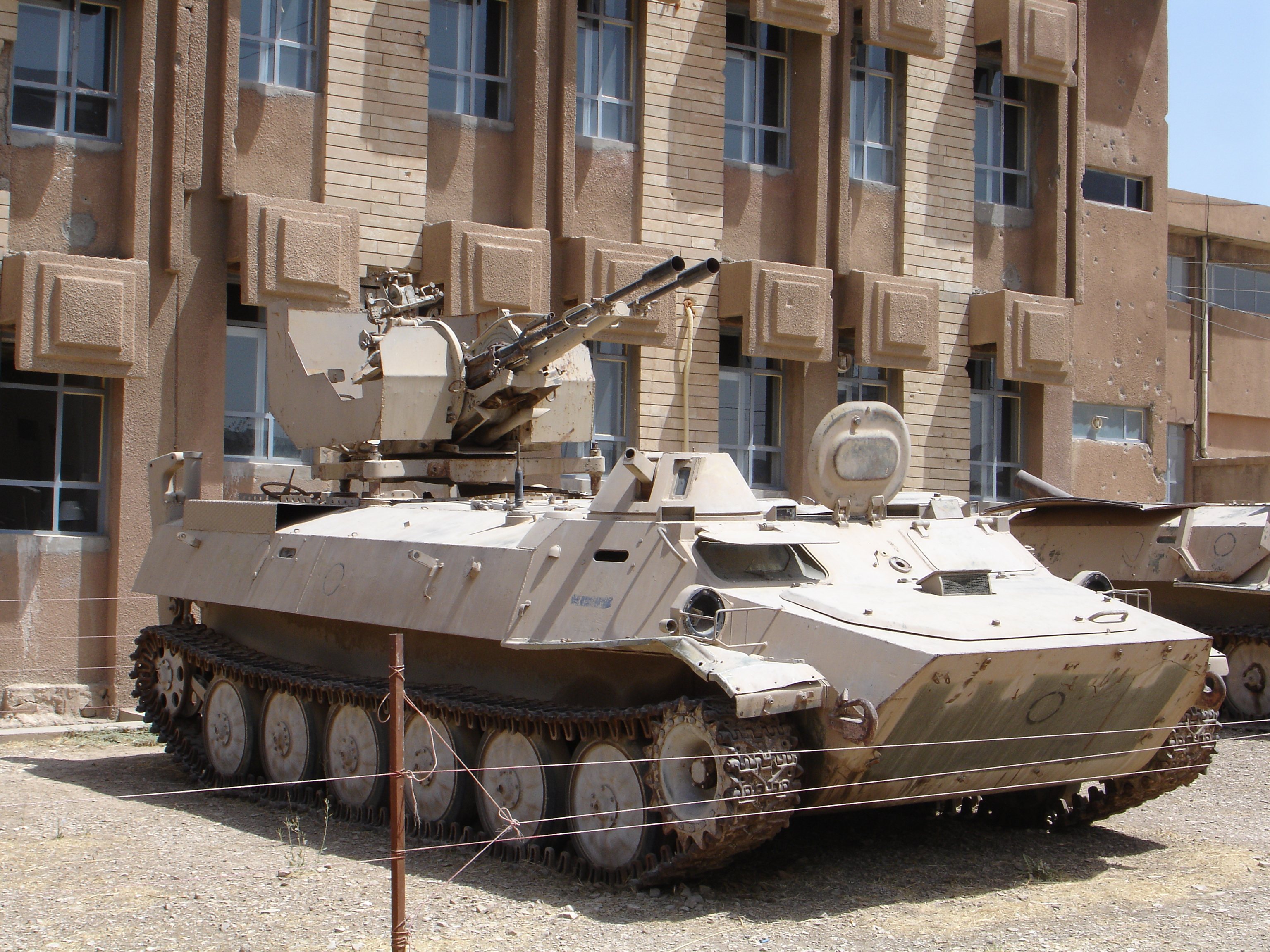
イラク軍のMT-LB。
車体後部にZU-23-2を取り付けている。

ZU-23-2は牽引するだけでなく、正規軍・非正規武装組織問わずトラックの荷台に搭載してテクニカル的な運用をすることが多く、また、トラック以外にもMT-LB汎用装甲車やM113装甲兵員輸送車などの屋根に搭載して自走式対空砲兼用の簡易歩兵戦闘車とすることもある。このようなテクニカルが好まれる理由は、対空機関砲を対空のみならず、地上目標を掃射するために多用されるからである。珍しいところではアフガニスタンにおいてBMP-1歩兵戦闘車の砲塔を取り外して兵員室の屋根にZU-23-2を取り付けている例もある。これは、ソビエト軍の現地改造なのか、アフガニスタン政府軍もしくはムジャーヒディーンによるものかは不明である。
レバノン内戦に多国籍軍として参加していたアメリカ海兵隊の地上部隊は、1983年後半にZU-23Mによる攻撃を受けた。この攻撃に対し、当時の海兵隊スポークスマンは「ZU-23Mのような大口径機関砲を対人射撃に用いるのは、戦時国際法で禁止された、大きすぎる苦痛を与える非人道的な兵器使用である」との発表を行ったが、Maj. W. Hays Parksは1988年に発行された海兵隊新聞（en:Marine Corps Gazette）にこの見解は誤りであるとの反論を寄稿している。
このようなZU-23-2が対人射撃に用いられる様子は、リビア内戦においても両勢力がテクニカルに搭載したZU-23-2を広く用いていたことが知られている。またシリア内戦においても多用されていて、ピックアップトラックに装備されたZU-23-2が少なくとも1機のシリア軍ヘリコプターを撃墜しているビデオがYouTubeに投稿された。

## 派生型

### ソ連・ロシア
ZU-23
ソ連製のオリジナル。
ZU-23M
ソ連製の改良型。照準装置にレーザー測距儀やパッシブ赤外線式ナイトビジョンを取り付け、電動旋回機構を装備させている。

### ポーランド

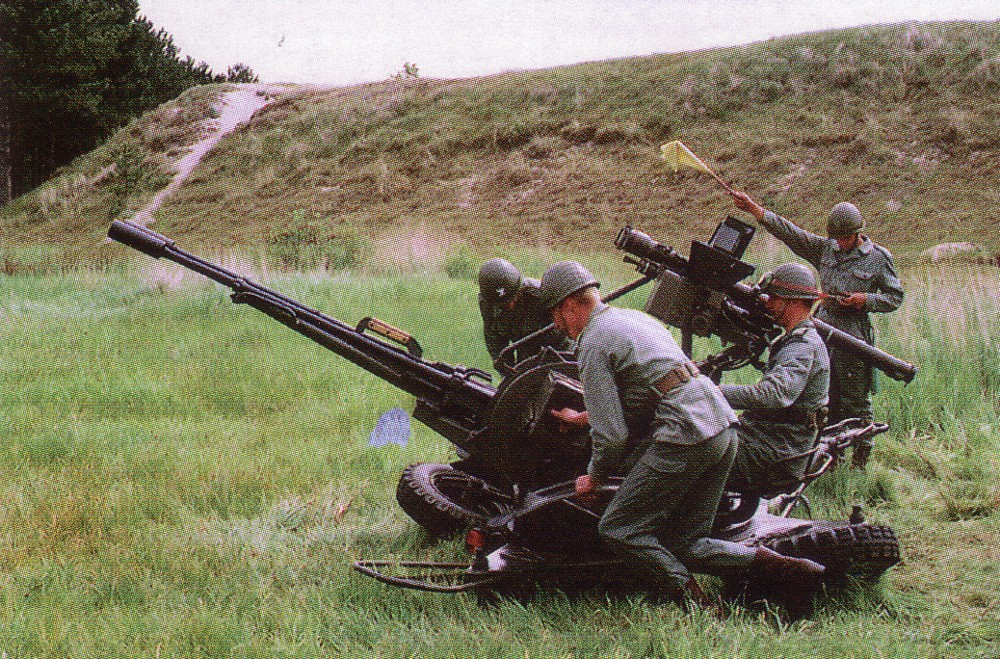
ZU-23-2にストレラ-2M（SA-7B グレイル）を取り付けた、ZUR-23-2S Jod

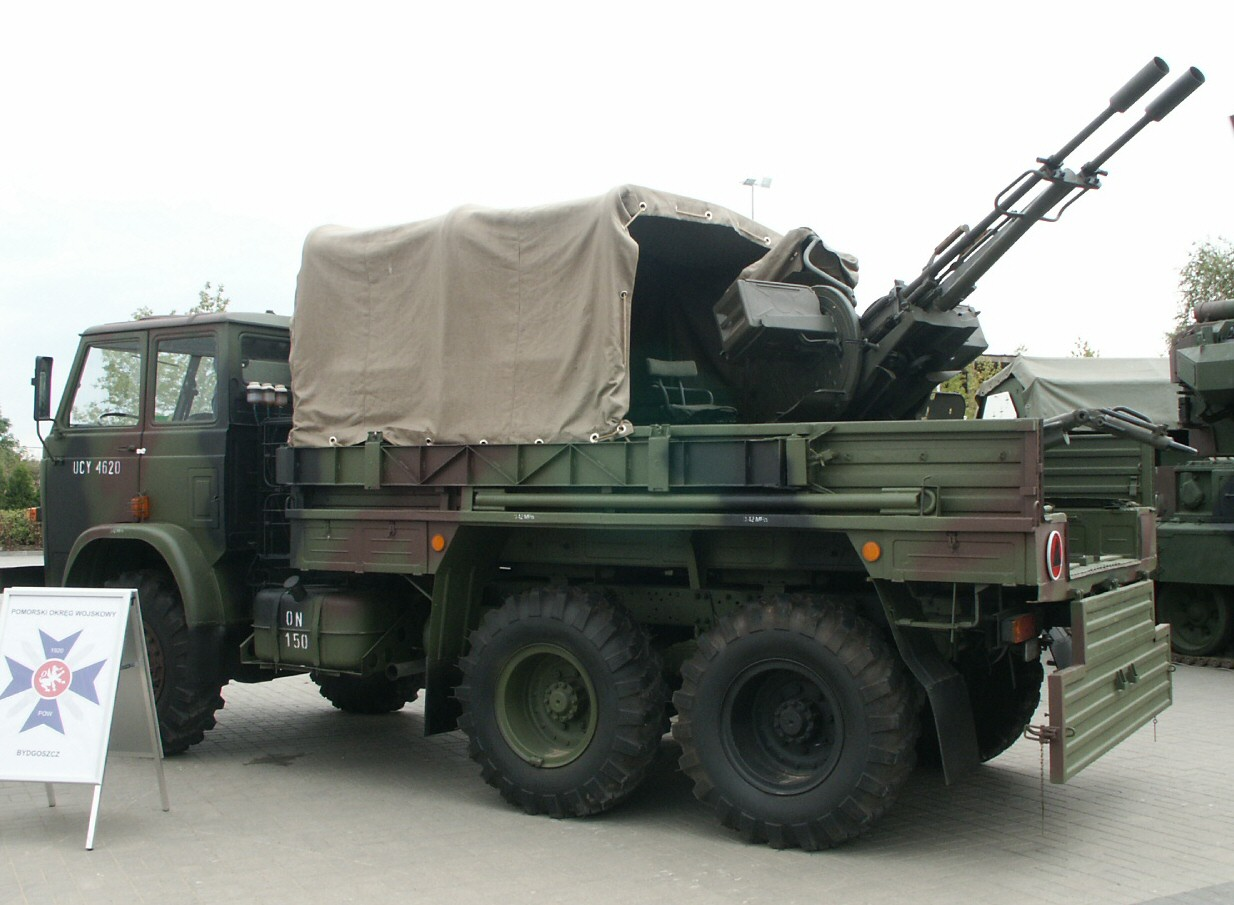
ポーランド陸軍の"Hibneryt"自走式対空砲

ZU-23-2
ポーランド製。電動式の旋回装置と電子式の照準装置を装備している。
ZUR-23-2S Jod
ポーランド製の改良型で、上記の電動旋回装置と光学電子式照準器の他にストレラ-2M（NATOコードネーム：SA-7B グレイル）赤外線追尾式地対空ミサイルの発射器を2基搭載している（picture）。
ZU-23-2MR
ZUR-23-2Sの艦載型。
ZUR-23-2KG Jodek-G
ZUR-23-2Sに改良された照準器を搭載し、地対空ミサイルをポーランド国産のGROM（ポーランド語で「稲妻」の意味）に換装した改良型（pictures）。
Hibneryt
ZU-23-2 シリーズの対空砲をポーランド製Star 266 トラックに搭載した自走式対空砲。シャーシとなったトラックには予備の弾薬を搭載しているほか、電動旋回機構を作動させるための発電機を追加している。

### フィンランド

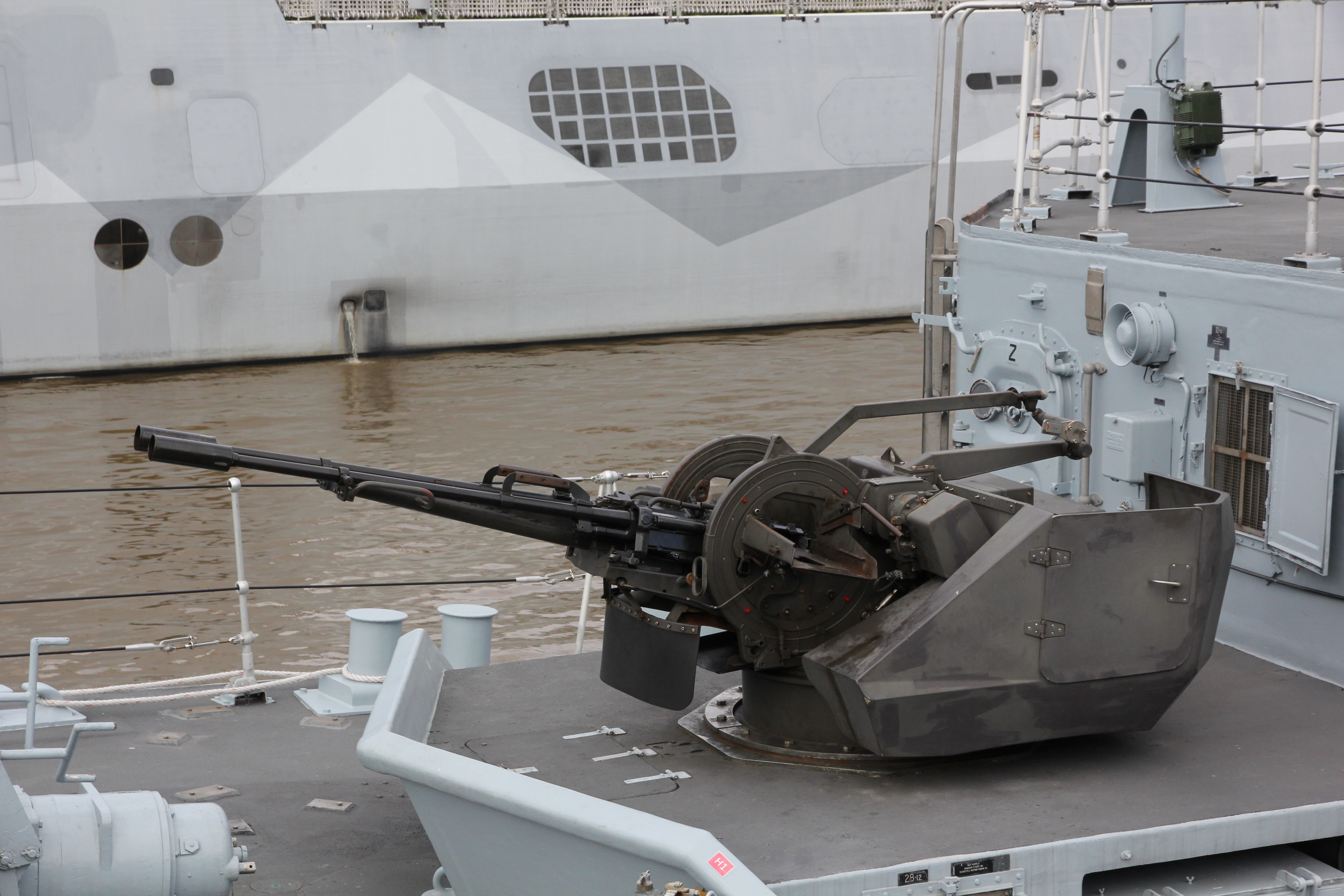
エストニア海軍のM314 Sakala掃海艇に搭載された23mm/87機関砲

23 ItK 95
フィンランド製の改良型（picture）。
SAKO 23mm/87
フィンランド製の艦載型。派生型に23 M74と23 M77、23 M80、23 M85が存在する。

### 中華人民共和国
85式
中国製のZU-23-2。口径は23mm。
87式
中国製の改良型。口径を25mmにアップしている。

### イラン
Mesbah 1
イランが巡航ミサイル迎撃用に作った防空システム。迎撃用機関砲としてZU-23-2が4基(合計8門)使われている。
ZU-23-6
イランがZU-23機関砲を6門搭載させたもの、ハ字型に砲が配置されている。

## 採用国
- ボスニア・ヘルツェゴビナ

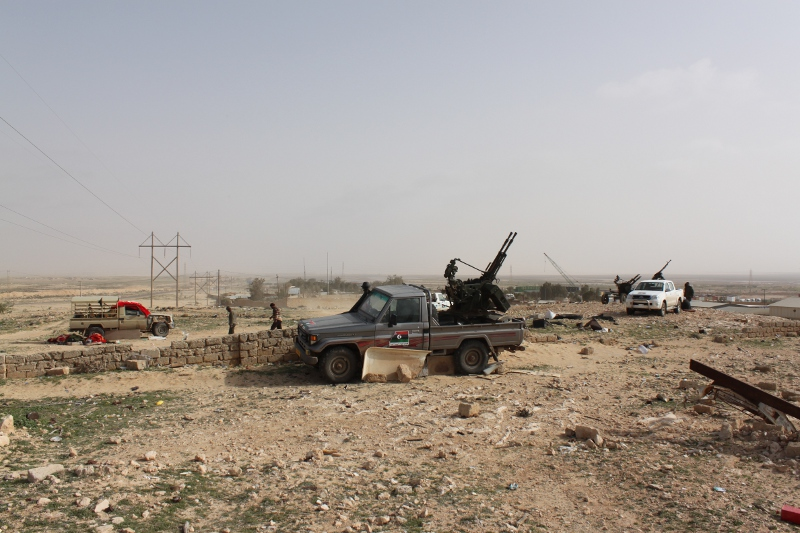
リビア内戦時、ZU-23-2が搭載された反政府軍のテクニカル(中央)

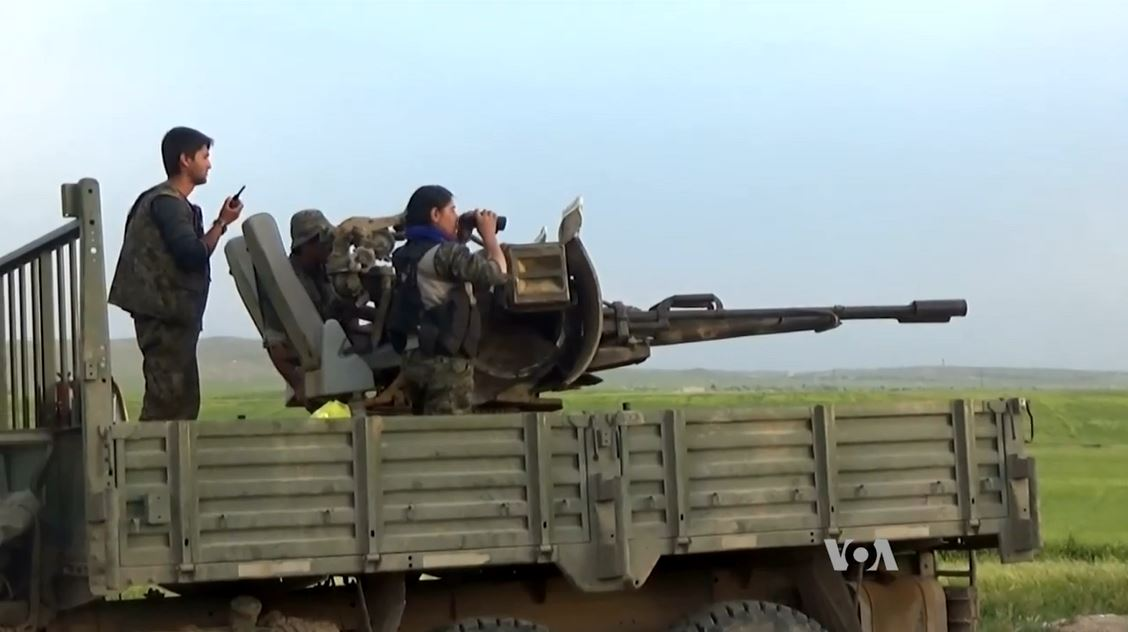
クルド人民防衛隊のトラックの荷台に射撃姿勢で搭載して使用されるZU-23-2

- ブルガリア - 2024年時点で、ブルガリア陸軍が数量不詳のZU-23-2を保有[7]。
- フィンランド
- ギリシャ
- ハンガリー
- ポーランド
- セルビア
- アルジェリア
- カーボベルデ - 2023年時点で、カーボベルデ国家警備隊が12基のZU-23を保有[8]。
- エジプト - 2024年時点で、エジプト陸軍が200基のZU-23-2を保有[9]。
- エチオピア
- ガボン
- ギニアビサウ - 2024年時点で、ギニアビサウ陸軍が18基のZU-23を保有[10]。
- リビア
- モロッコ - 2024年時点で、モロッコ陸軍が75-90基のZU-23-2を保有[11]。
- モザンビーク
- ナイジェリア
- タンザニア - 2024年時点で、タンザニア空軍が40基のZU-23-2を保有[12]。
- ウガンダ
- ジンバブエ
- アフガニスタン
- イラン
- イラク
- レバノン - 2024年時点で、レバノン陸軍が57基のZU-23を保有[13]。
- オマーン - 2023年時点で、オマーン陸軍が4基のZU-23を保有[14]。
- パキスタン
- イエメン
- シリア
- 中国
- 北朝鮮
- バングラデシュ
- カンボジア
- インド
- インドネシア
- ラオス
- ベトナム

- モンゴル
- スリランカ
- キューバ
- ニカラグア
- ペルー
- ロシア
- アルメニア
- アゼルバイジャン - 2024年時点で、アゼルバイジャン陸軍がZU-23を保有[15]。
- タジキスタン - 2023年時点で、タジキスタン陸軍がZU-23を保有[16]。
- トルクメニスタン - 2024年時点で、トルクメニスタン陸軍がZU-23を保有[17]。
- ウクライナ
- エストニア
- モルドバ - 2023年時点で、モルドバ陸軍が28基のZU-23を保有[18]。
- ジョージア

## 退役国
ソビエト連邦
 東ドイツ

## 登場作品

### 漫画・アニメ
『ヨルムンガンド』
民兵組織「バルドラ」が、ココ達が搭乗するAn-12 カブ輸送機を迎撃する際に車載式のものを使用する。

### ゲーム
『ARMA 2』
固定兵器や車載兵器として登場し、プレイヤーやAIが操作可能。発射時に特徴的な駐退動作が見られる。
『Digital Combat Simulator』
プレイヤーが操作することはできないAI専用兵器として、地上固定設置2タイプとウラル-4320 トラックに積載された自走式対空砲タイプが登場。プレイヤーやAIが操縦する航空機の脅威、あるいは爆撃目標となる。
簡易的なFPS化を行う有料アドオン・モジュール『DCS: Combined Arms』を導入すると、プレイヤーがこれらを操作・操縦し戦闘を行うことも可能となる。
『Just Cause』
作中で使用可能な装甲車「Ballard series armored vehicles」に搭載されている。
『エースコンバット アサルト・ホライゾン』
NRFやSRNが使用する。
『コール オブ デューティ4 モダン・ウォーフェア』
ロシア超国家主義派がビルなどの屋上に設置して使用する。
『バトルフィールドシリーズ』
『Project Reality（BF2）』
イラク反政府勢力などの対空機関砲として登場。また、自由シリア軍の兵器としてウラル-4320の荷台にZU-23-2を搭載した物が登場する。
『BFBC』
ロシア軍の対空機関砲として登場する。
『BFBC2』
一部マップのロシア軍陣地に設置してある。攻撃力が高く、敵ヘリコプターの脅威的存在だが、アメリカ軍の物より連射性能は劣る。また、BMD-3の自走式対空砲型も本砲を搭載している。

『マーセナリーズ2 ワールド イン フレームス』
「スコーピオン」という名称で登場する。機関砲だけでなく、地対空ミサイルランチャーも2基搭載されている。
『メタルギアソリッド3』
山岳地帯に多数が設置されている。哨戒飛行しているMi-24 ハインドを容易に撃墜することが可能。